# Carlos González Cruchaga
Monseñor Carlos González Cruchaga (Santiago, 8 de junio de 1921-Talca, 21 de septiembre de 2008) fue un sacerdote católico chileno, Obispo de la Diócesis de Talca desde 1967 a 1996 y Presidente de la Conferencia Episcopal de Chile desde 1988 a 1992.
Fue Obispo emérito de Talca. Primo hermano de San Alberto Hurtado (sus madres eran hermanas).

## Primeros años de vida
Sus padres eran Guillermo González Echenique y Elena Cruchaga Tocornal. Su padrino de bautismo fue su primo, Alberto Hurtado Cruchaga. También fue prima suya, la destacada actriz chilena Anita González.
Estudió en el colegio jesuita San Ignacio, y en 1937 ingresó a la Pontificia Universidad Católica de Chile a estudiar Agronomía, carrera que suspendió el año 1938 cuando tomó la decisión de entrar al Seminario Mayor de Santiago para hacerse sacerdote. 

## Vida religiosa
Como parte de su formación sacerdotal, cursó estudios en la Facultad de Teología de la Pontificia Universidad Católica de Chile, los que le dieron el grado de Bachiller y licenciado en Teología.
El 23 de septiembre de 1944 fue ordenado sacerdote por José María Caro. Una vez sacerdote, fue vicario cooperador de la Parroquia San Joaquín entre los años 1944 y 1946.
Mons. González fue asesor nacional de la Juventud Obrera Cristiana (JOC) entre 1947 y 1949. En 1949 fue nombrado párroco de la Parroquia de Cristo Resucitado, en Santiago. A contar de 1950 es designado en el Seminario Pontificio de Santiago donde sirve gran parte de su vida sacerdotal. Ocupó cargos de Prefecto de Teólogos y Director Espiritual.
En este período asumió como Asesor Nacional de los Universitarios Católicos, siendo además Director de cientos de personas, lo que refleja su gran preocupación por la formación interior de los cristianos.

### Obispo
El 5 de enero de 1967 fue nombrado Obispo de Talca por el papa Pablo VI, siendo consagrado en la Catedral de esta ciudad el 5 de marzo del mismo año, por los Obispos José Manuel Santos, Bernardino Piñera y Gabriel Larraín.
En 1996, al cumplir setenta y cinco años de edad, presentó su renuncia al obispado, la cual fue aceptada por el papa Juan Pablo II, el 5 de enero de 1997 fue nombrado Monseñor Horacio Valenzuela Abarca como su sucesor.
Falleció a las 22:05 horas del 21 de septiembre de 2008, producto de un cáncer hepático que había sido detectado el 14 de agosto del mismo año. El deceso fue anunciado por el entonces obispo de Talca Monseñor Horacio Valenzuela Abarca:

En forma muy plácida y rodeado por gente que lo quería mucho, en medio de oración y alabanza, don Carlos se durmió tranquilamente en el señor y pasó a la vida eterna, así que en este minuto debe estar conversando con quien quería conversar él, con Jesucristo y también con su primo, el padre Hurtado

Sus restos descansan en la Catedral de San Agustín (Talca).